# Stadssiluett
En stadssiluett eller skyline (engelska; uttal: /'skaɪlaɪn/) är den artificiella horisont som skapas av stadsbebyggelse, och som består av konturerna av en stads högre byggnader. Om staden har skyskrapor bildar dessa avgörande element i stadens siluett och det är särskilt då som det engelska uttrycket används på svenska. Eftersom inte två stadssiluetter är likadana kan stadssiluetten sägas vara ett slags fingeravtryck för en stad.
Det engelska skyline förekommer i svensk skrift sedan åtminstone 1990.

Några stadssiluetter
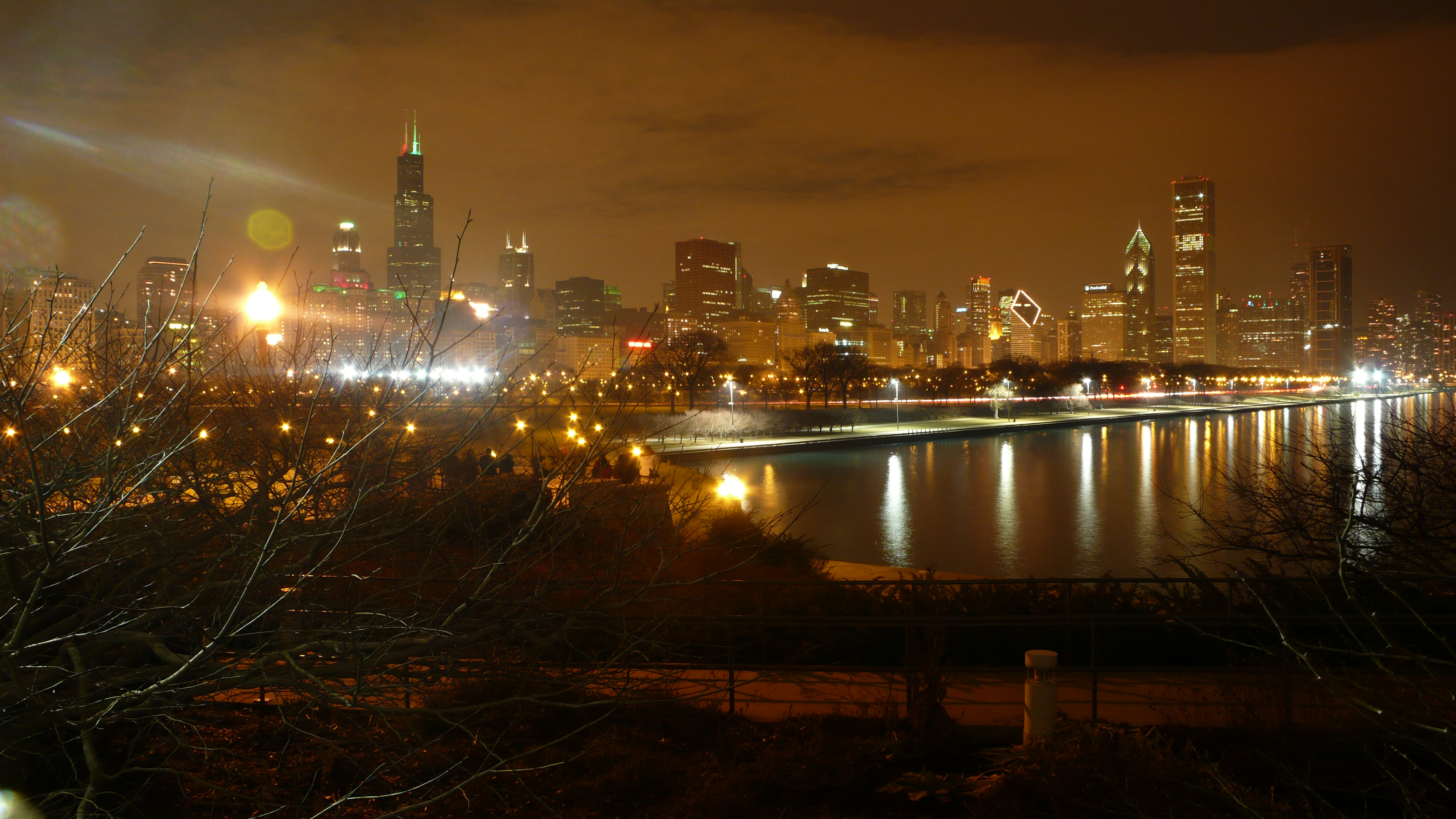
Chicago
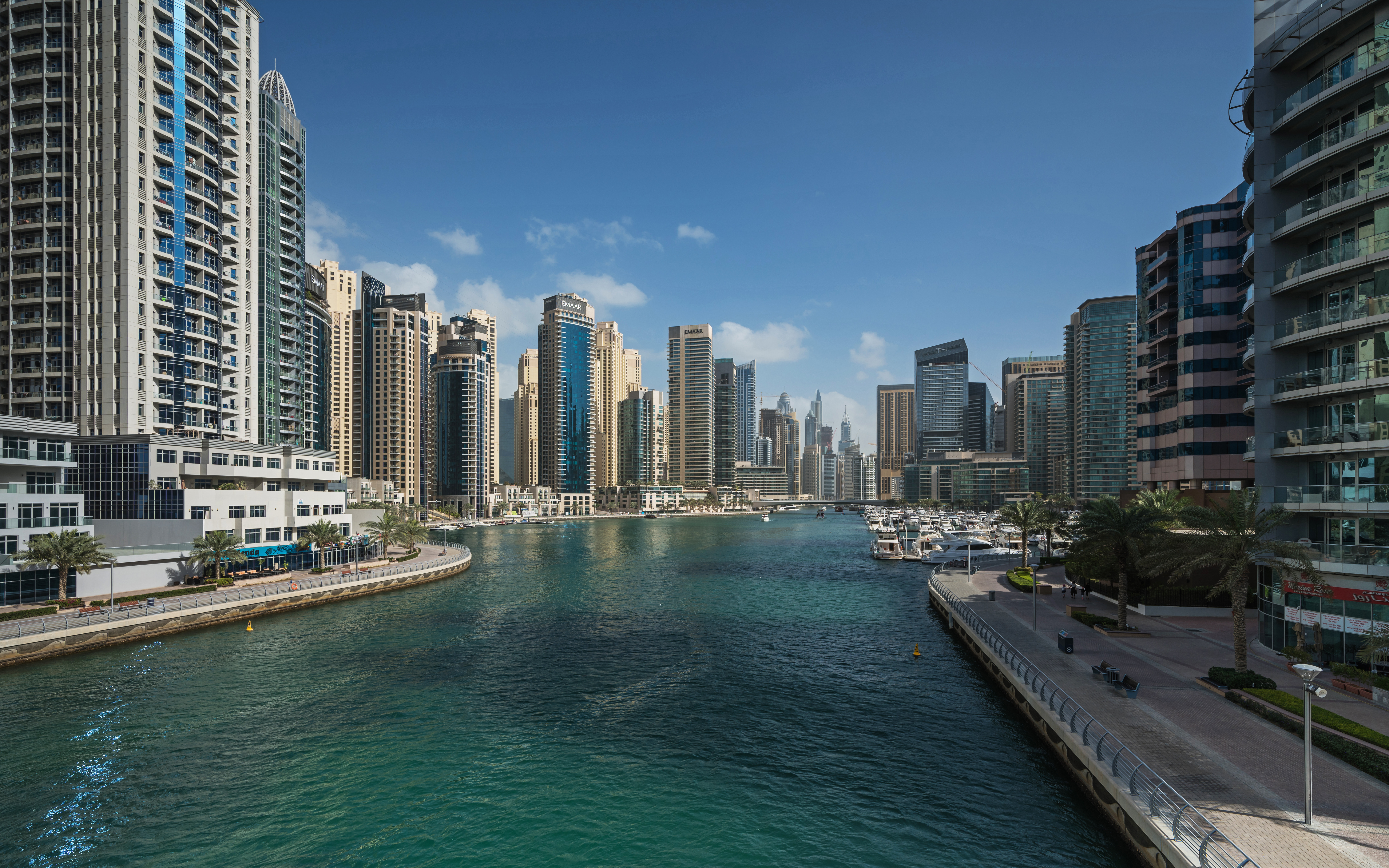
Dubai
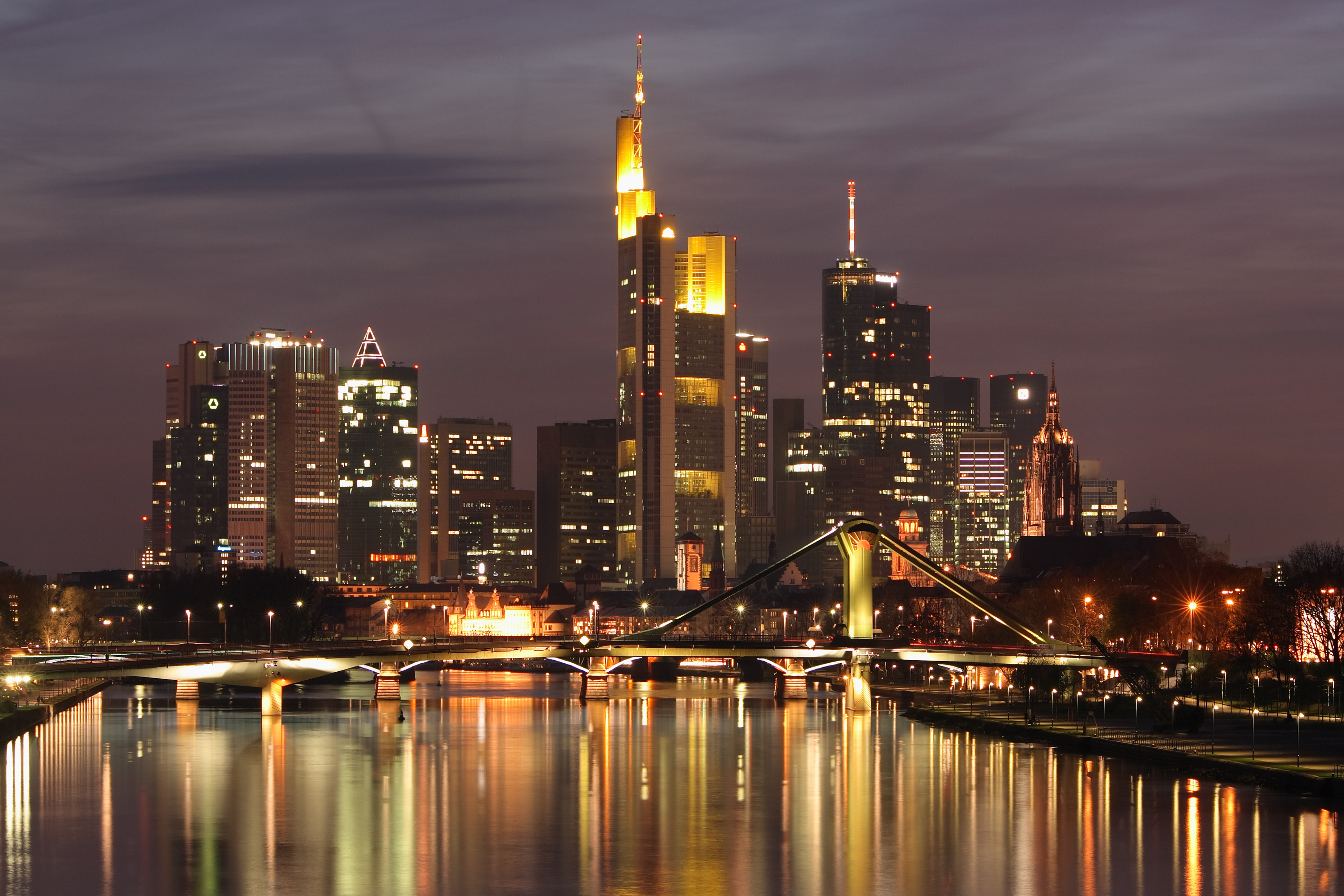
Frankfurt
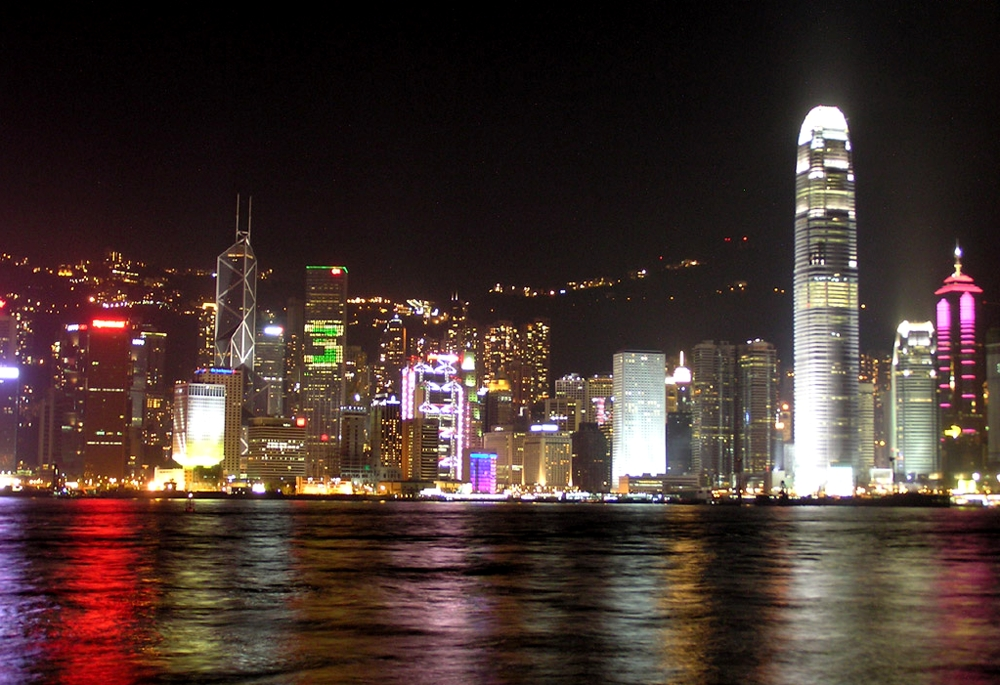
Hongkong
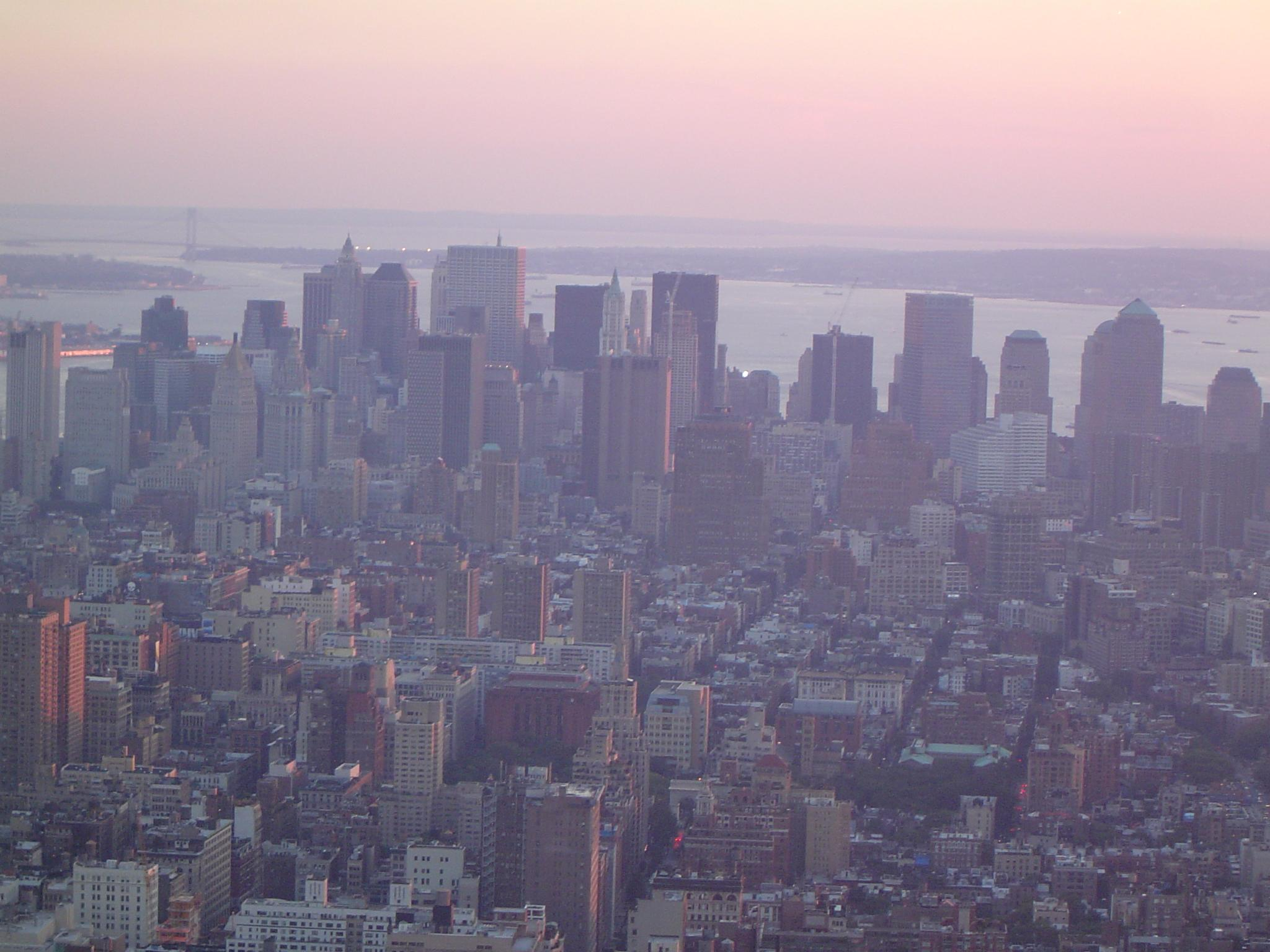
New York
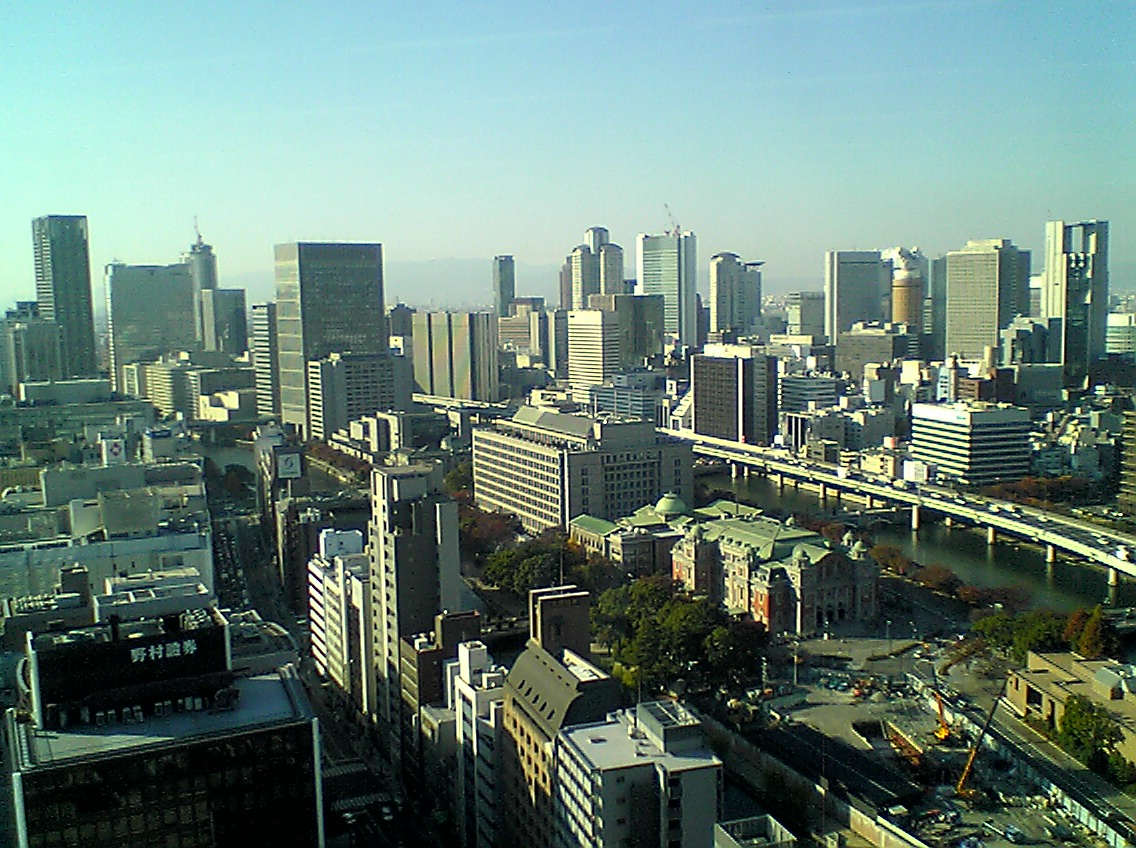
Osaka
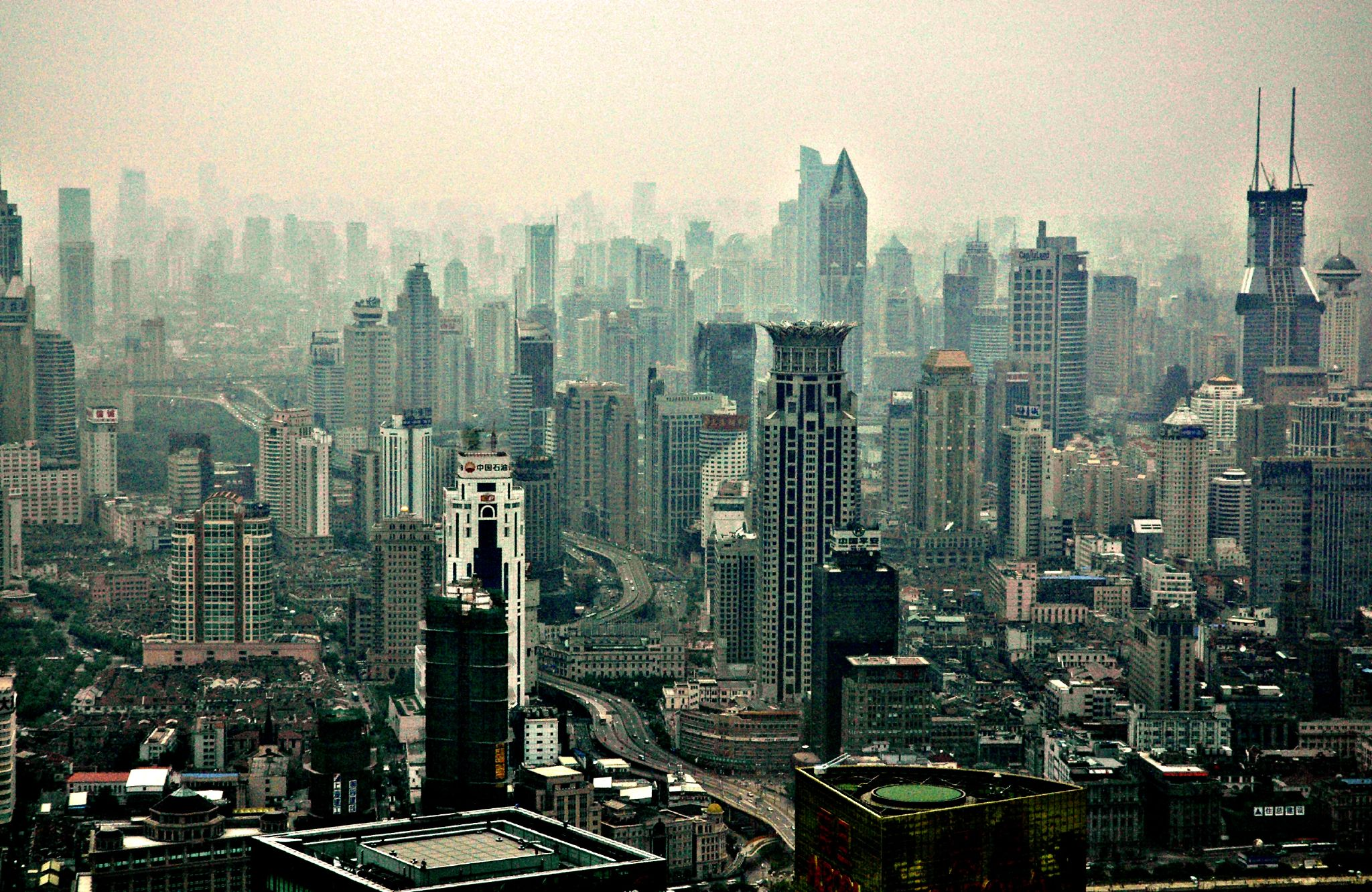
Shanghai
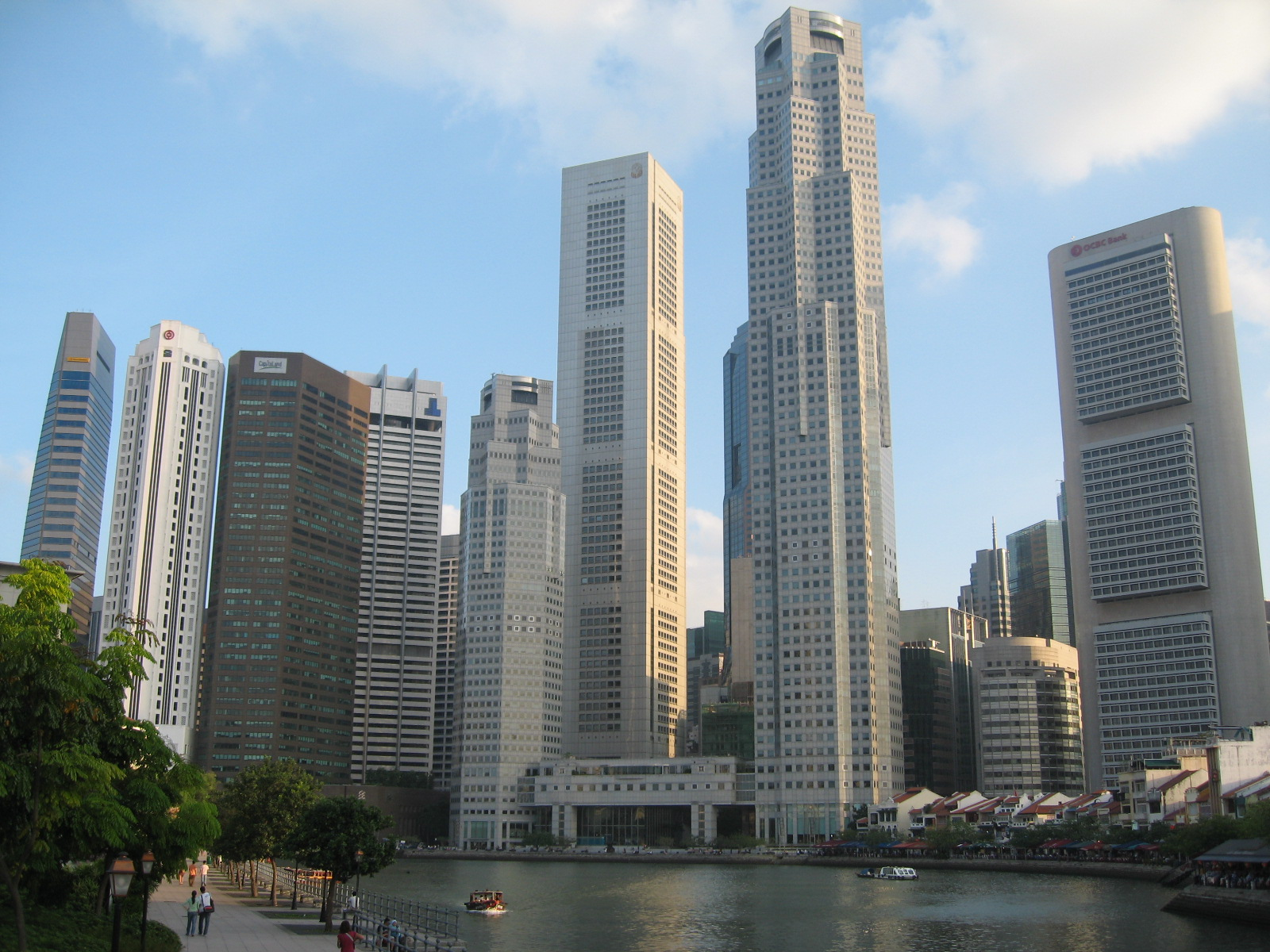
Singapore
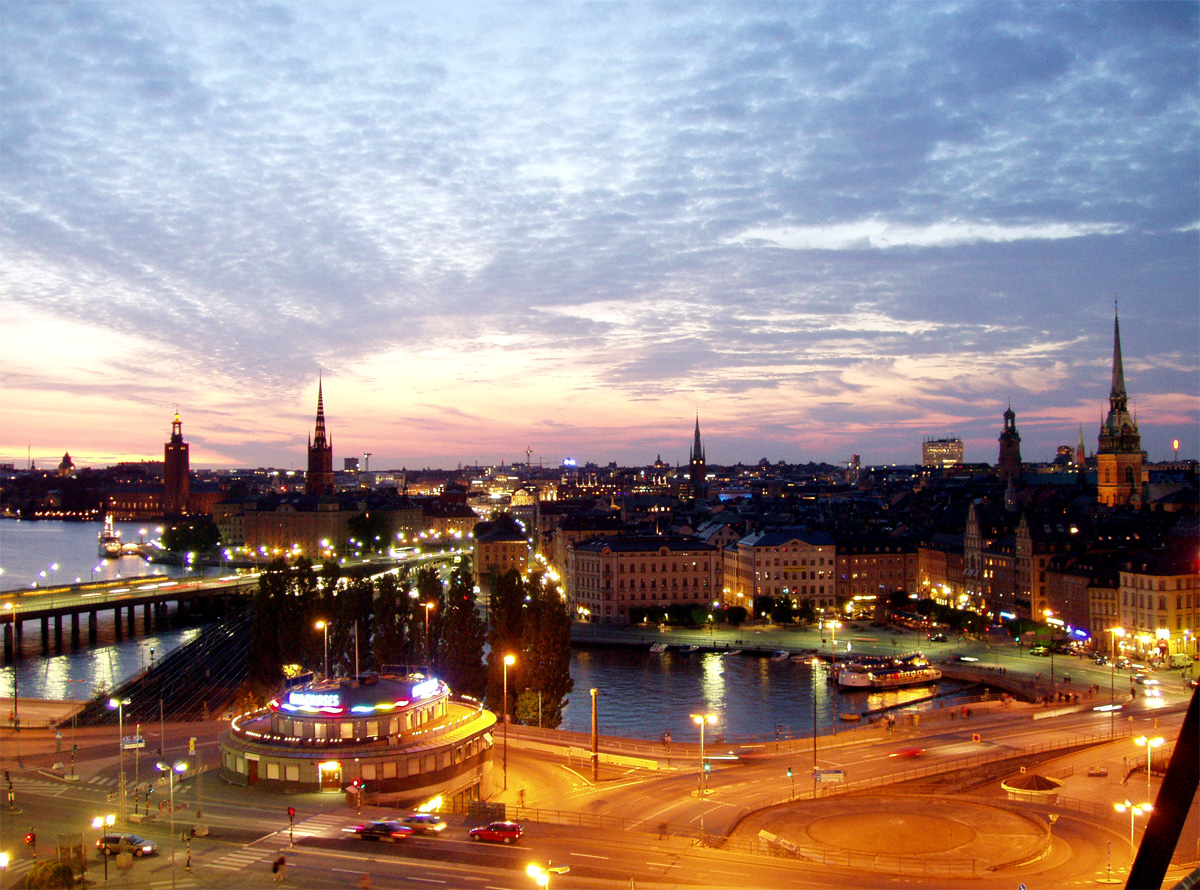
Stockholm
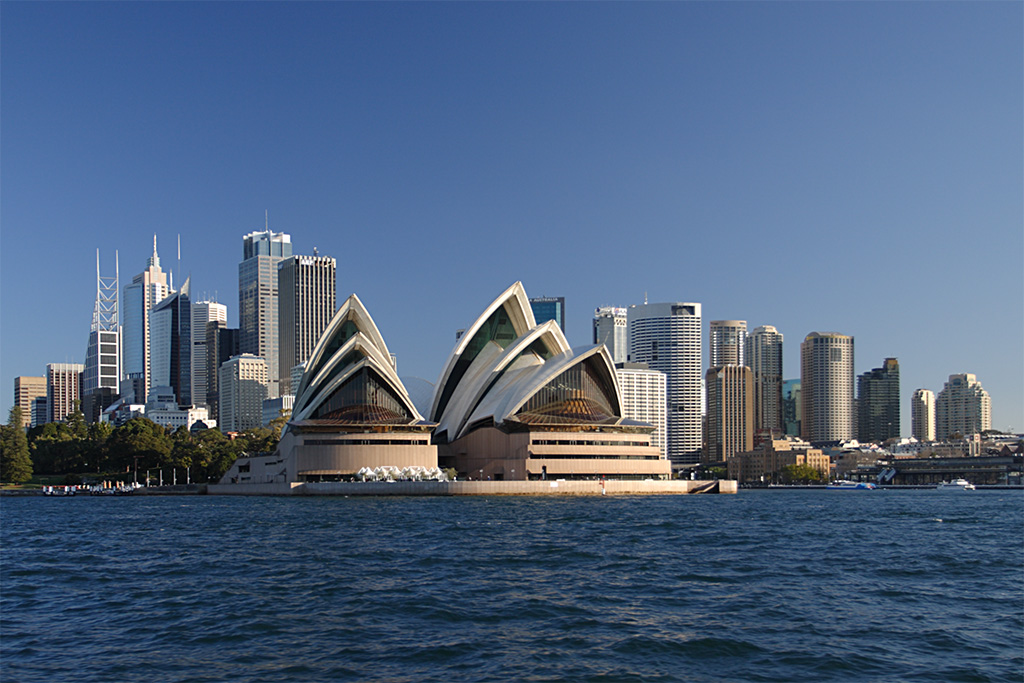
Sydney
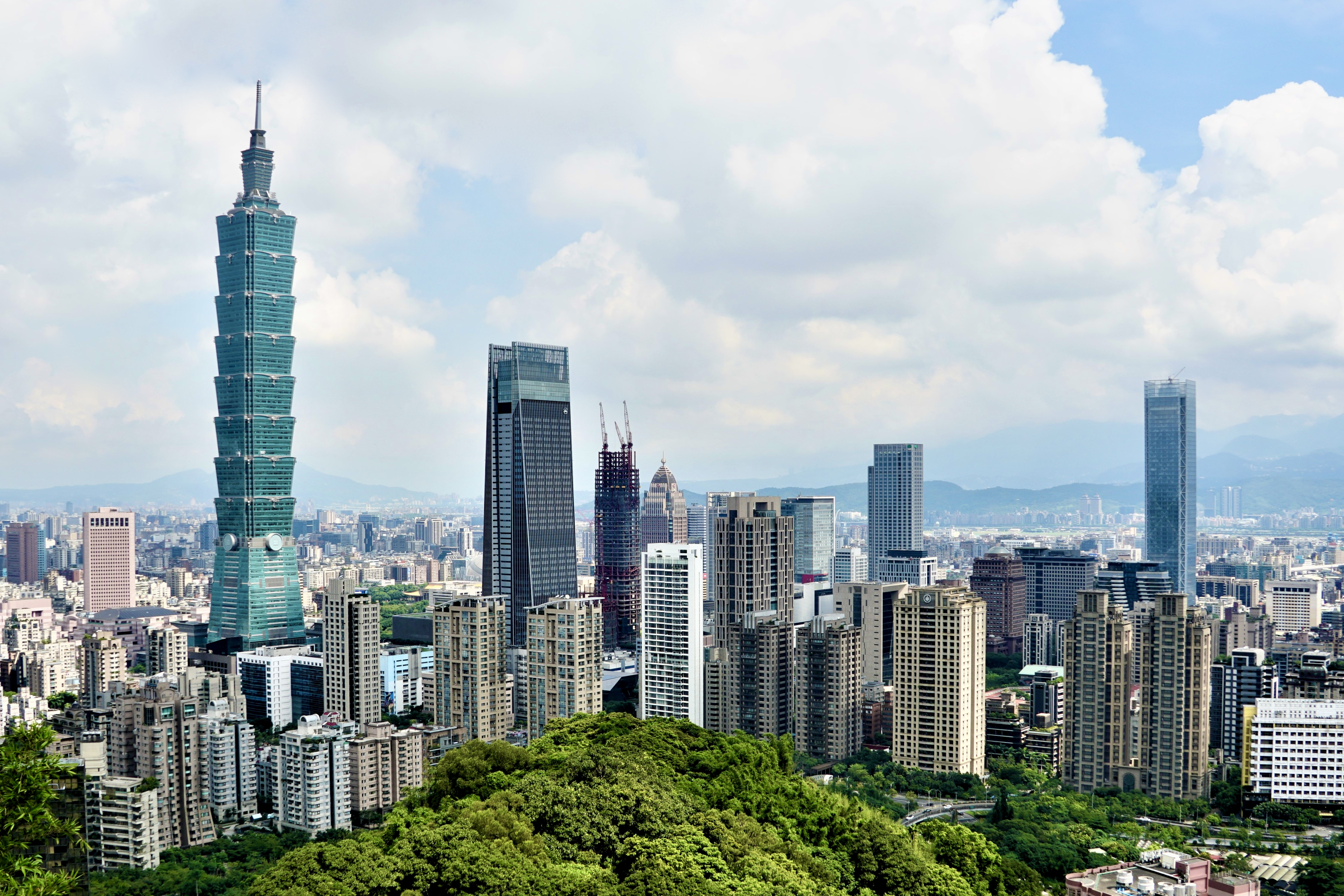
Taipei
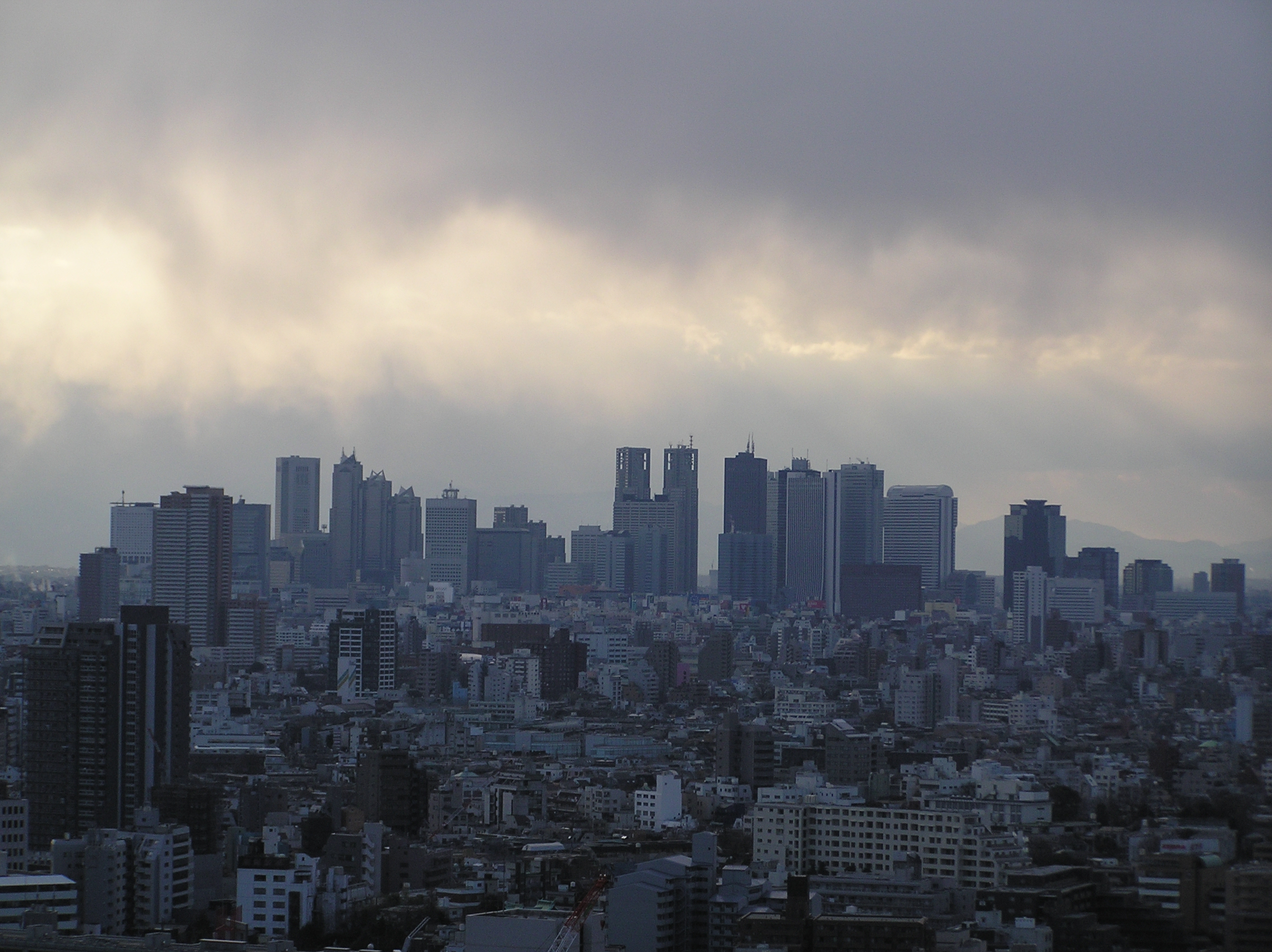
Tokyo